# SQP
SQP —acrónimo de «Sálvese quien pueda»— fue un programa de televisión chileno de farándula emitido por Chilevisión desde el 23 de julio de 2001 hasta el 17 de febrero de 2017. Creado por Rodrigo Danús, presentaba un panel variado compuesto por periodistas y otros personajes, quienes revisaban los últimos sucesos de los espectáculos y la prensa rosa chilena y latinoamericana.
SQP se hizo conocido por haber sido el primer programa de la televisión chilena en especializarse y dedicarse exclusivamente a cubrir temas de espectáculos y farándula. También se caracterizó por constantes polémicas y rencillas (falsas o reales) que hubo entre los propios integrantes del programa.

## Historia

### Inicios (2001-2009)
Se estrenó el 23 de julio de 2001, siendo producido por Broadeyes, empresa de Rodrigo Danús, y conducido por Jennifer Warner. En un comienzo el programa fue muy criticado por la acidez de sus comentarios, por lo que sufrió regulaciones.
También debió reducir la emisión de contenidos de otros canales, ya que en 2005 tanto Canal 13 como Televisión Nacional se acogieron a la Ley de Propiedad Intelectual para evitar el uso excesivo de imágenes de sus programas en otros canales, siendo SQP uno de los más perjudicados. Como respuesta, SQP hizo una especie de parodia con juguetes del reality show La granja VIP, que se emitía en Canal 13. En 2008, Canal 13 permitió la exhibición de un minuto diario del reality show Amor ciego en SQP, medida que fue revocada tras un confuso incidente en que un miembro de la producción de Amor ciego agrediera a una periodista de SQP en Viña del Mar.
Warner renunció a SQP el 21 de noviembre de 2006 por problemas personales y profesionales, siendo reemplazada por Cristián «Chico» Pérez. A fines de julio de 2007 hubo un despido masivo de periodistas del espacio, por ser considerados «muy caros».
En febrero de 2008 se lanzó un sitio web independiente bajo el dominio sqp.cl. A partir de marzo de ese año se intentó hacer una nueva reestructuración del espacio, en respuesta a las críticas, dándole un enfoque más periodístico, lo que implicó la salida de otros panelistas mal evaluados, como Roberto Dueñas y Lorena Vargas.

### 2009-2014
El viernes 4 de septiembre de 2009 se retiró de la conducción «Chico» Pérez, para emigrar a UCV Televisión al programa En portada, de la misma productora que realizaba SQP, Broadeyes. Pérez fue reemplazado por Cristian Sánchez, quien había trabajado con anterioridad en el programa Alfombra roja.
Sánchez dejó SQP en 2012 para animar Gente como tú y Fiebre de baile, siendo reemplazado en la conducción por Ignacio Gutiérrez. El rol que cumplía Gutiérrez de coanimador, y de reemplazo en los días que Sánchez no asistía al programa, lo toma Savka Pollak.
En febrero de 2013 asumió en la conducción Julio César Rodríguez, quien estuvo un año en el programa.

### Últimos años (2014-2017)
En febrero de 2014 Cristian Sánchez asumió nuevamente como presentador de SQP. Durante ese año comenzaron los rumores en los medios el fin del programa, debido a una baja en la audiencia, lo que finalmente no ocurrió.[cita requerida]
A finales de 2015 Cristian Sánchez y Juan Pablo Queraltó se van del programa, cada uno de ellos con nuevos proyectos en TVN y Canal 13 respectivamente, por lo cual en la primera emisión del año 2016 asume la conducción el periodista Andrés Caniulef y durante el verano de ese año se suman al programa nombres como Pamela Díaz y la transformista del talent show de Mega The Switch Stephanie «Botota» Fox.
Tras meses de rumores de fin del programa, en febrero de 2017, el recién asumido presidente ejecutivo de CHV, Jorge Carey, ratificó esa medida en reunión con la editora Carmen Gloria Lobos. El programa tuvo su último capítulo el 17 de febrero de 2017, luego de casi 16 años al aire.

## Formatos

### Especial veraniego
Durante el verano, se integran al programa modelos que hacen notas entrevistando gente en playas o discotecas, y otras que son contratadas con el único fin de coronarse como reina del Festival de Viña del Mar. Algunas noteras que han estado en SQP son Mey Santamaría, Luciana Salazar, Aracelis Bocchio, Nicole Neumann, Gisela Molinero, Kenita Larraín, Nicole "Luli" Moreno, Paloma Fiuza y Jesica Cirio. En esta época y debido al Festival Internacional de la Canción de Viña del Mar, el programa es transmitido en dos horarios; el normal, de 11.00 a 13.30 y otro en la tarde, desde 19.00 a 21.00 (2008), desde la terraza de algún hotel de la Región de Valparaíso.

### Radio
Durante 2004 y 2005 SQP tuvo una versión radial, conducida por Cristián Pérez, Ignacio Gutiérrez y Carola Julio. El programa se llamaba SQP Radio y era transmitido por la Radio Pudahuel de 18.30 a 20.00 horas.

### Revista
El programa también incursiona en la prensa escrita, con SQP La Revista, que se lanzó el 18 de diciembre de 2006, y en cuya primera portada apareció la modelo Daniella Campos.
El 10 de mayo de 2007, dio un golpe internacional al mostrar en portada un conjunto de fotografías tomadas por el paparazzo chileno Ángel Mora, en las cuales se observa a Cecilia Bolocco, aún casada con Carlos Menem, tomando sol semidesnuda acompañada del empresario italiano Luciano Marocchino, en la piscina de la residencia de Cecilia en Miami.
La revista SQP dejó de circular en junio de 2008 y fue reemplazada por la revista En portada.[cita requerida]

### Portal SQP.cl
Tras una marcha blanca de dos meses, SQP lanzó en el primer semestre de 2008 un portal propio de noticias, bajo el dominio www.sqp.cl. Entre sus grandes aciertos periodísticos están las fotos de Edmundo Varas, el ganador de Amor ciego 1, la denuncia de violencia de la exasesora del hogar de Iván Zamorano, las fotografías de la protagonista de la serie BKN en una discoteca de Santiago y la existencia de un actor porno en el dating show de Canal 13, Amor ciego 2. El portal ya no existe en la actualidad.

## Equipo

### Presentadores
| Año  | Presentador/a                      |
| ---- | ---------------------------------- |
| 2001 | Jennifer Warner                    |
| 2002 | Jennifer Warner                    |
| 2003 | Jennifer Warner                    |
| 2004 | Jennifer Warner                    |
| 2005 | Jennifer Warner                    |
| 2006 | Jennifer Warner                    |
| 2007 | Cristián «Chico» Pérez             |
| 2008 | Cristián «Chico» Pérez             |
| 2009 | Cristián «Chico» Pérez             |
| 2010 | Cristián Sánchez Ignacio Gutierrez |
| 2011 | Cristián Sánchez Ignacio Gutierrez |
| 2012 | Cristián Sánchez Ignacio Gutierrez |
| 2013 | Julio César Rodríguez              |
| 2014 | Cristián Sánchez                   |
| 2015 | Cristián Sánchez                   |
| 2016 | Andrés Caniulef                    |
| 2017 | Andrés Caniulef                    |

### Panelistas
- Felipe Avello
- Claudia Schmidt
- Eugenia Lemos
- Camila Andrade
- Pablo Zúñiga
- Botota Fox
- Kika Silva
- Juan Pablo Queraltó
- Cecilia Gutiérrez
- Teresita Reyes
- Ítalo Passalacqua
- Francisca Merino
- Krishna de Caso
- Julio César Rodríguez (conducción)
- Ignacio Gutiérrez
- María Paz Wagner
- Jaime Coloma
- Savka Pollak
- Marcela Vacarezza
- Pía Guzmán
- Adriana Barrientos
- Patricia Larraín
- José Miguel Villouta
- Pamela Jiles
- Pamela Díaz
- Carola Julio
- Francisca García-Huidobro
- Víctor Gutiérrez
- Freddy Stock
- Silvina Luna
- Patricio Frez (panelista invitado)
- Francesca Cigna "Blanquita Nieves"
- Sabrina Sosa
- José Miguel Furnaro
- Lady Ganga (panelista invitada)
- Fabrizio Copano
- René Naranjo
- Jordi Castell
- Julia Vial
- Juan Andrés Salfate
- Rodrigo Wainraihgt
- Rodrigo "Pera" Cuadra
- Pedro Ruminot
- Roberto Dueñas
- Mario Mauriziano
- Catherine Mazoyer
- Óscar Andrade
- Daniella Campos
- Raquel Argandoña
- Marisela Santibáñez
- Mariana Alcalde
- Javiera Suárez
- Marcela Espinoza
- Lorena Vargas
- Catalina Droguett
- Paula Blanco
- Gonzalo Cáceres
- Marcelo Polino
- Fernando Castro
- Mey Santamaría
- Aracelis Bocchio
- Carolina Eltit
- Nicole Neumann
- Giuliana Sotela
- Luciana Salazar
- Carolina Abarza
- Natalia Fassi
- Jesica Cirio
- Karina Jelinek
- Yasmín Valdés
- Nicole "Luli" Moreno
- Cristián 'Black' Jara
- Nelson Mauricio Pacheco
- Alejandra Valle
- Larry Moe
- Carla Ballero
- Luz Violeta
- Andrés Caniulef
- Paulina Rojas
- César Barrera
- Jaime Figueroa
- Laura Prieto
- Daniel Valenzuela

## Críticas

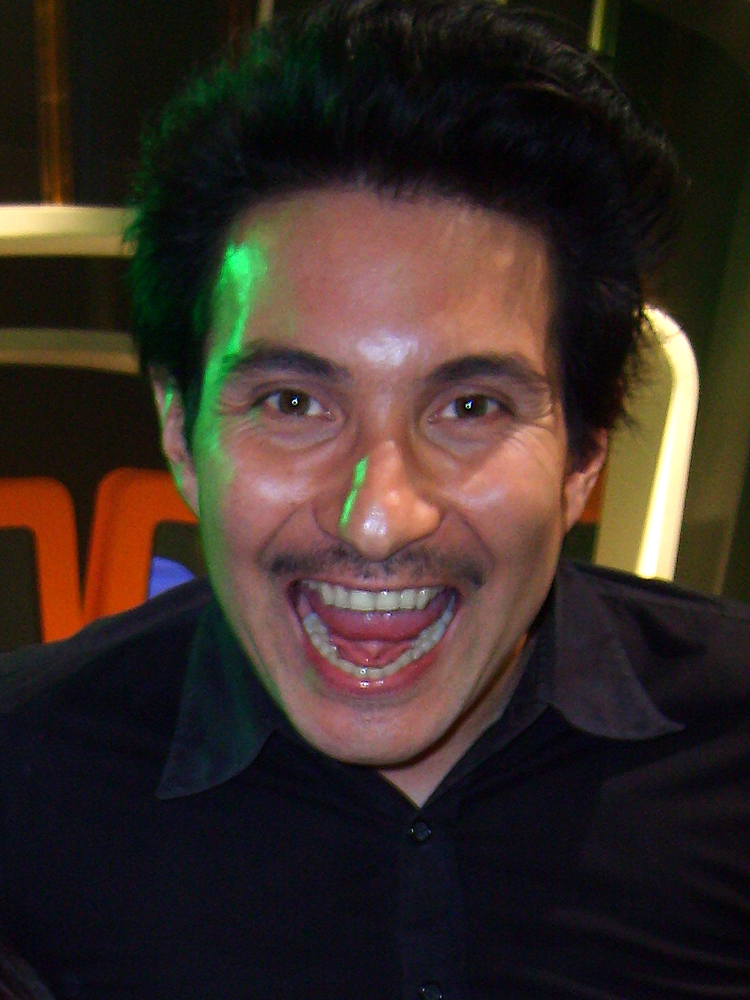
Felipe Avello, expanelista del espacio, fue objeto de una serie de amonestaciones por parte del CNTV.

Desde sus inicios, SQP fue criticado por los temas que trataban en su programa, referentes a la vida privada de las personas, por la exhibición de contenidos no aptos para el horario en que se emite el espacio, y por actitudes de sus panelistas. Se le acusó de lenguaje soez y agresivo,
Felipe Avello, panelista y notero del programa entre 2001 y 2006, y luego entre 2009 y 2012, protagonizó una serie de hechos que le costaron al programa multas por parte del Consejo Nacional de Televisión (CNTV). En enero de 2005 el CNTV formuló cargos porque en el segmento La tiendita, Avello «ofendió la dignidad de dos invitadas» (Noelia Arias y Gisela Molinero) —«¡cómo me calienta esta mujer!» expresó Avello sobre Molinero—, por «alusiones sexuales directas», «posiciones insinuantes de las invitadas» y «ambigüedad en torno a la supuesta ebriedad del periodista». En 2006 SQP recibió dos multas por comentarios de Avello que fueron calificados como «irónicos, vulgares y soeces» por el CNTV, y porque en una ocasión mostró una foto donde aparecía desnudo, diciendo que no era él. Ello provocó la cancelación de su proyecto en Chilevisión La tiendita late.
En diciembre de 2010 el CNTV volvió a multar al programa por unos comentarios emitidos por Avello. En aquella ocasión, el organismo cursó una multa de 6 UTM por los dichos que realizó sobre Raquel Argandoña: «Yo no entiendo por qué Lolo Peña cambió a una vieja por otra vieja; no entiendo eso, es la duda que tengo desde el viernes pasado, por qué cambió a una vieja por otra vieja, por qué no la cambió por alguien más joven; por qué cambió guano por estiércol; por qué cambió basura por escombro (...) ¡Lolo Peña, por qué cambiaste mierda por mierda!».
En diciembre de 2007, Chilevisión expulsó a los panelistas José Miguel Villouta y Alejandra Valle, quienes habían tildado de «proxenetas» a ejecutivos de TVN, por la emisión de imágenes de una menor de edad semidesnuda en el reality show Pelotón.